# Jávai bozótposzáta
A jávai bozótposzáta (Locustella montis) a verébalakúak (Passeriformes) rendjébe, ezen belül a tücsökmadárfélék (Locustellidae) családjába és a Locustella nembe tartozó faj. Egyes rendszerezések szerint közös fajt alkot a timori bozótposzátával. 15 centiméter hosszú. Jáva és Bali bokros, füves területein él. Többnyire rovarokkal táplálkozik.

## Fordítás
- Ez a szócikk részben vagy egészben  a   Javan bush warbler című angol Wikipédia-szócikk fordításán alapul.  Az eredeti cikk szerkesztőit annak laptörténete sorolja fel. Ez a jelzés csupán a megfogalmazás eredetét és a szerzői jogokat jelzi, nem szolgál a cikkben szereplő információk forrásmegjelöléseként.